# Памятник паровозу (Каменск-Шахтинский)
Памятник паровозу — паровоз-памятник Л 2298 на станции Лихая муниципального образования «Город Каменск-Шахтинский» Ростовской области. Установлен 2 августа 1986 года. Объект культурного наследия регионального значения (Решение № 325 от 17.12.92 года).

## История
Памятник паровозу установлен 2 августа 1986 года на станции Лихая, в поселке Лиховском (с 2005 года микрорайон города Каменск-Шахтинский Ростовской области) около Дома культуры железнодорожников. Памятник представляет собой отремонтированный, покрашенный и установленный на вечную стоянку паровоз серии Л (назван в честь генерального конструктора Льва Сергеевича Лебедянского) под номером 2 (Л-0002). Паровоз стоит на рельсах на низком постаменте и огорожен железной цепью на металлических столбах. Изготовлен он был в конце 1945 года на Коломенском тепловозостроительном заводе имени В. В. Куйбышева в Московской области. Паровоз этой серии был намного экономичнее паровозов серий ФД и ИС, Иосиф Сталин (производились Луганским паровозостроительным заводом). Его мощность позволяла водить тяжелые составы. Приписан паровоз был к локомотивному депо станции Кочетовка I.
С 1947 по 1970-е год этот паровоз работал на маршруте Морозовская — Лихая. Позднее ему на смену пришли более экологичные тепловозы и электровозы. Памятник был открыт 2 августа 1986 года ветеранами железнодорожного транспорта П. М. Берковым, А. Т. Одининским и Н. В. Юровым. На мемориальной доске около паровоза сделана надпись: «В честь самоотверженного труда железнодорожников Лиховского отделения Юго-Восточной железной дороги в годы Великой Отечественной войны и мирного труда от благодарных лиховчан».
В соответствии с решением № 325 от 17.12.92 года памятник паровозу относится к объектам культурного наследия регионального значения.